# 埃文·斯图尔特
埃文·斯图尔特（英語：Evan Stewart，1975年6月11日—），津巴布韦男子跳水运动员。他曾代表津巴布韦参加1994年和1998年英联邦运动会跳水比赛，获得一枚金牌、一枚银牌和一枚铜牌。他也曾参加1992年、1996年和2000年夏季奥运会。他的母亲安西娅·斯图尔特是前曲棍球运动员。